# Zbav se svých miláčků
Zbav se svých miláčků (v originále Kill Your Darlings) je film, který popisuje život Allena Ginsberga v době, kdy ještě studoval na Kolumbijské univerzitě.
Zde se spřátelí s tehdy budoucími literáty Jackem Kerouacem, Williamem Burroughsem a s poněkud výstředním Lucienem Carrem, se kterým měl mladý Allen velmi blízký vztah a věnoval mu jednu ze svých knih. Všichni tito lidé jsou považováni za zakladatele takzvané Beat generation, jejíž vznik můžeme pozorovat v průběhu děje spolu s vývojem Ginsbergovy osobnosti a jeho vztahu k Carremu.
Ve filmu je též ztvárněna postava Ginsbergovy matky, která trpěla paranoiou. Udává se, že problémy spojené s její duševní poruchou, které ovlivňovaly nejen ji, ale celou domácnost, způsobily v Allenovi zmatky ohledně jeho sexuální orientace.
Film vyšel v roce 2013 a režie se ujal John Krokidas.

## Obsazení
| Daniel Radcliffe     | Allen Ginsberg           |
| Dane DeHaan          | Lucien Carr              |
| Michael C. Hall      | David Kammerer           |
| Jack Huston          | Jack Kerouac             |
| Ben Foster           | William Seward Burroughs |
| David Cross          | Louis Ginsberg           |
| Jennifer Jason Leigh | Naomi Ginsberg           |
| Elizabeth Olsen      | Edie Parker              |
| John Cullum          | Harrison Ross Steeves    |
| Erin Darke           | Gwendolyn                |
| Zach Appelman        | Luke Detweiler           |
| David Rasche         | Harry Carman             |
| Jon DeVries          | Mortimer P. Burroughs    |
| Leslie Meisel        | Edith Cohen              |
| Nicole Signore       | Page                     |